# Luchthaven Marsa Alam
Luchthaven Marsa Alam (IATA: RMF, ICAO: HEMA) is een luchthaven bij Marsa Alam, Egypte. De luchthaven werd aangelegd als reactie op de toenemende vraag van Europese reizigers naar goed bereikbare bestemmingen aan de Rode Zee in het zuiden van Egypte. Het is daarmee een aanvulling op de luchthaven van Hurghada. De luchthaven werd geopend op 16 oktober 2003.
Luchthaven Marsa Alam werd gebouwd door EMAK Marsa Alam for Management & Operation Airports SAE, een dochtermaatschappij van M.A. Al-Kharafi Group of Kuwait.
De luchthaven kan tot 600 passagiers per uur verwerken, maar in de toekomst wordt dit uitgebouwd tot 2500.
De luchthaven verwerkte 642.807 passagiers in 2007 (een groei van 28% ten opzichte van 2006.

## Bestemmingen
Vanaf Marsa Alam wordt zowel internationaal als binnenlands gevlogen:
- binnenlands: Caïro (EgyptAir Express)
- internationaal: Frankfurt en München (Condor Airlines), Londen (TUI Airways), München (TUI fly), Amsterdam (TUI fly en Transavia), Brussel (TUI fly)